# Kidd Keo
Kidd Keo, de son vrai nom Padua Keoma Salas Sánchez, né le 27 septembre 1995 à Alicante, est un rappeur espagnol.

## Biographie
Kidd Keo grandit dans une famille ouvrière. Son père, d'origine allemande, est peu présent dans sa vie. Sa mère, qu'il admire particulièrement, prend soin de lui seule, déménageant dans plusieurs endroits, comme Toronto, avant de s'installer définitivement à Alicante.
En 2014, Kidd Keo se fait connaître grâce à des clips vidéos sur YouTube. En 2015, il publie le clip de Relax, qui rencontre un grand succès en multipliant les vues, ce qui le pousse à se consacrer pleinement à la musique. Début 2017, il sort l'album Welcome to Gotham, après avoir publié quatre singles en 2016. Entre 2017 et 2018, il enchaîne plusieurs singles. En 2018, il dévoile la mixtape Keoland .
En 2020, il sort son single Loco, mettant en vedette le group Dark Polo Gang .

## Discographie

### Mixtapes
- 2016 - Fear The Walking Tape
- 2017 - Welcome To Gotham
- 2017 - The Giant
- 2018 – Keoland
- 2020 - Rockport Espacial
- 2020 - B&W (Con Yung Sarria)
- 2021 - Rockport Espacial 2
- 2022 - Trippy & Trapper (Con Yung Sarria)
- 2023 - Trap Bandicoot
- 2023 - Bando Boyz: The Trap House Mixtape

### Singles
- 2016 – The Lil Kid
- 2016 – Kylo Ren
- 2016 – Los más pegaos
- 2016 – Trippy Level
- 2016 – Stress
- 2017 – A.N.A.
- 2017 – Words
- 2017 – Back to the Future
- 2017 – Miami Bills
- 2017 – Back to the Future II
- 2017 – Facing Life
- 2017 – Pikete cabrón
- 2017 – One Million
- 2017 – Don't Hit My Line
- 2017 – Me la suda
- 2017 – Buscand
- 2017 – The Giant
- 2018 – Ig
- 2018 – Touchdown
- 2018 – Let M3 Xplain
- 2018 – Dracukeo
- 2019 – Pitbull
- 2019 – Serpiente veneno
- 2019 – Moon Talk
- 2019 – Plugstar
- 2019 – Wrong Way
- 2019 – 24H
- 2020 – Money Till I Die
- 2020 – Loco (avec Dark Polo Gang)
- 2020 – Como vas?
- 2020 – Bando Boyz Free
- 2020 – Rockport espacial
- 2020 – Rip the Woo